# War Child (album)
Albums de Jethro Tull
A Passion Play
(1973) Minstrel in the Gallery
(1975)
Singles
1. Bungle in the Jungle
Sortie : 15 novembre 1974 (UK)
2. Skating Away on the Thin Ice of the New Day
Sortie : 17 février 1975 (US)

War Child est le septième album studio du groupe britannique de rock progressif Jethro Tull. Il est sorti le 14 octobre 1974 sur le label Chrysalis et a été produit par Ian Anderson.

## Histoire
Composé à l'origine pour accompagner un film qui n'a jamais trouvé de financement de la part des grands studios de cinéma, War Child devait être un album double à l'origine, mais l'échec du projet de film entraîne sa réorganisation en album simple de dix titres. Le film devait être une comédie à l'humour noir avec comme personnage principal une adolescente se retrouvant dans l'au-delà en face de Dieu, saint Pierre et Lucifer représentés en d'habiles hommes d'affaires. War Child devait être chorégraphié par Margot Fonteyn tandis que John Cleese des Monty Python devait être le consultant en humour. Certains morceaux destinés à accompagner le film (comme Quartet ou War Child Waltz) ont été redécouverts et sont présents sur le coffret 20 Years of Jethro Tull (1988) puis sur plusieurs compilations, la réédition CD de War Child (2002) et enfin une dizaine de titres inédits sur les 40 ans de l'album avec un coffret sorti en décembre 2014 et en partie remixé.
Trois chansons (Only Solitaire, Bungle In the Jungle et Skating Away on the Thin Ice of a New Day) ont été mises de côté pendant la phase d'écriture de 1972-1973. Two Fingers est un réarrangement de Lick Your Fingers Clean, une chanson qui n'avait pas été retenue sur le 4ème album du groupe, Aqualung.
Les photos du verso de la pochette représentent les cinq membres de Jethro Tull et leur entourage (amis, petites amies, employés de Chrysalis, leur gérant Terry Ellis, etc.) déguisés en personnages liés aux thèmes des chansons. Comme la fillette avec l'arme dans les mains, qui devient ainsi la War Child du titre.

## Liste des titres
Tous les titres sont signés par Ian Anderson sauf indication.

### Face 1
1. War Child – 4:35
2. Queen and Country – 3:00
3. Ladies – 3:17
4. Back-Door Angels – 5:30
5. Sealion – 3:37

### Face 2
1. Skating Away on the Thin Ice of the New Day – 4:09
2. Bungle in the Jungle – 3:35
3. Only Solitaire – 1:38
4. The Third Hoorah – 4:49
5. Two Fingers – 5:11

### Titres bonus
L'édition remasterisée parue en 2002 inclut sept chansons supplémentaires :
1. Warchild Waltz – 4:21
2. Quartet – 2:44
3. Paradise Steakhouse – 4:03
4. Sealion 2 (Ian Anderson, Jeffrey Hammond) – 3:20
5. Rainbow Blues – 3:40
6. Glory Row – 3:35
7. Saturation – 4:21

## Musiciens
- Ian Anderson : chant, flûte traversière, saxophone alto, saxophone soprano, saxophone sopranino, guitare acoustique
- Martin Barre : guitare électrique, guitare espagnole
- John Evan : piano, orgue, synthétiseurs, accordéon sur Queen and Country et Skating Away...
- Jeffrey Hammond : basse, contrebasse, chant et narration sur Sealion II
- Barriemore Barlow : batterie, percussions, glockenspiel, marimba

### Musiciens additionnels
- Dee Palmer  : arrangements orchestraux et direction de l'orchestre
- Philomusica de Londres  : cordes

## Production
- Ian Anderson : production
- Terry Ellis : producteur exécutif
- Robin Black : Ingénieur du son

## Charts et certifications
| Pays        | Durée du classement | Meilleur classement |
| ----------- | ------------------- | ------------------- |
| Allemagne   | 3 semaines          | 27e                 |
| Canada      | 26 semaines         | 3e                  |
| États-Unis  | 31 semaines         | 2e                  |
| France      | 20 semaines         | 15e                 |
| Italie      | -                   | 7e                  |
| Norvège     | 6 semaines          | 8e                  |
| Royaume-Uni | 4 semaines          | 14e                 |

| Pays       | Certification | Ventes    | Date       |
| ---------- | ------------- | --------- | ---------- |
| États-Unis | Or            | 500 000 + | 08/11/1974 |

Charts singles
| Année | Single               | Chart           | Durée du classement | Position |
| ----- | -------------------- | --------------- | ------------------- | -------- |
| 1975  | Bungle In the Jungle | Hot 100         | 16 semaines         | 12e      |
| 1975  | Bungle In the Jungle | RPM Top Singles | 11 semaines         | 4e       |

## Reprise
En 2004, le titre bonus Rainbow Blues est repris par le groupe de folk rock Blackmore's Night sur son album Ghost of a Rose.